# Caladenia radiata
Caladenia radiata là một loài thực vật có hoa trong họ Lan. Loài này được Nicholls mô tả khoa học đầu tiên năm 1949.